# Calçat esportiu

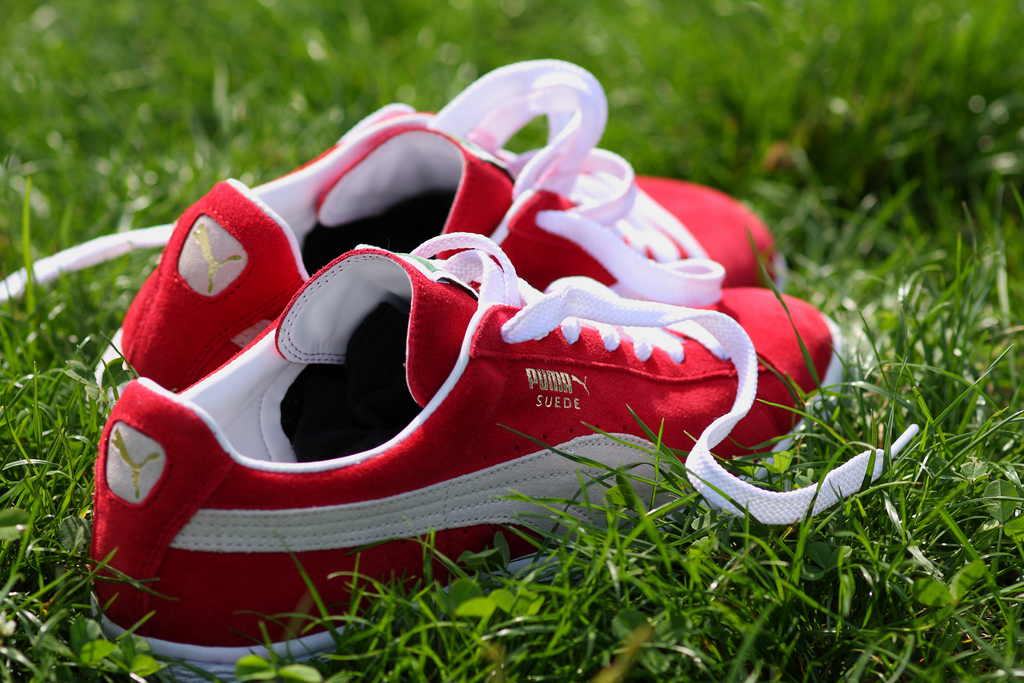
Sabatilles esportives de Puma

El calçat esportiu és un tipus de calçat que s'utilitza per fer diferents tipus d'esport. Generalment té un cos fabricat en pell, lona i/o materials sintètics, i una sola de cautxú que ofereix una major adherència, així com flexibilitat. Està fabricat generalment de pell o lona i amb sola de cautxú, i pot cordar-se mitjançant cordons o amb velcro.
Des dels anys 80, aquestes sabates s'han integrat cada cop més a l'estil de vida quotidià, tant és així que moltes sabates d'aquest tipus mai s'utilitzen com a complement esportiu, sinó com a element de roba que té com a funció protegir els peus quan es camina. Aquests són coneguts per ser còmodes. Va ser dissenyat originalment per a fer esport, encara que avui dia moltes persones, tant joves com gent d'una certa edat, el fan servir com calçat habitual. Entre les marques més populars hi ha: ASICS, Adidas, Nike, Reebok, Avia, New Balance, Vans, Joma, Victoria, Converse, etc.

## Característiques
Els estudis biomecànics de diferents activitats esportives contribueixen al desenvolupament de sabates esportives minimalistes o maximalistes incloent l'aspecte, flexibilitat i rigidesa en flexió de la sola, la caiguda , la qualitat de l'amortiment i l'energia. restitució, el pes són variables segons les disciplines. Aquest desenvolupament també integra la retòrica de màrqueting dels fabricants d'equips que destaquen tres aspectes particulars : el progrés tecnològic com a ajuda al rendiment, l'equip de conducció per al desenvolupament personal a nivell físic i psicològic, l'estètica del calçat esportiu.

## Història
L'any 8000 a. C. les sabates eren fetes només de fusta, ja el 3000 a. C. es fabricaven de cuir. El 300 a. C., grecs i romans van començar a utilitzar diferents models de calçat, però només per a ús diari: amb cuir i sola de fusta. En 1852 es van crear les primeres sabatilles, també de cuir, per córrer: tenien claus en les seves soles anomenats spikes (sabatilles amb claus), que oferia una major subjecció. El 1916 van sorgir els famosos Keds, terme que al·ludeix al fet que aquest tipus de calçat permet a l'usuari caminar sense fer soroll, fabricats amb sola de goma i tela. El 1917 es van crear les primeres sabatilles Converse All Star compostes de goma i de teixit, amb el temps aquest calçat va proporcionar més flexibilitat i millor suport, a més es va incorporar un pegat per protegir el turmell.

## Tipus segons l'esport

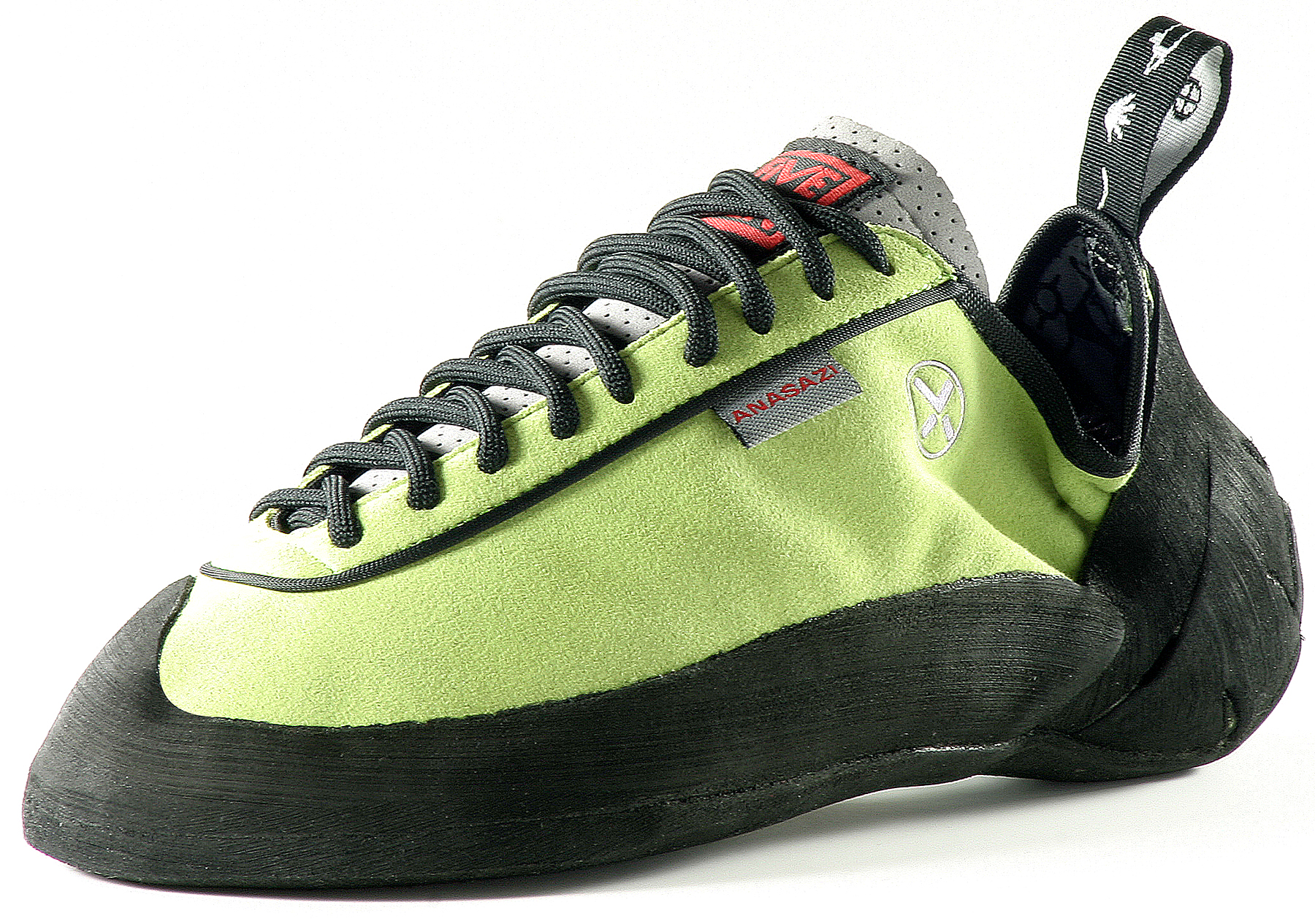
Per alpinisme

- De ciclisme La sola ha de ser rígida per transmetre l'energia de les cames al pedal. A MTB la sola és més tova per poder caminar en llocs difícils. També s'hi pot acoblar un enganxament per als pedals automàtics de les bicicletes. Els primers models fabricats per a aquest esport van ser fets a Itàlia, on es van utilitzar materials naturals tant al seu cos com a la seva sola. Avui dia predominen els materials sintètics, entre els quals s'inclouen: fibra de carboni, titani i magnesi.
- D'automobilisme : És convenient que l'automobilista pugui ser capaç de seguir sentint les plantes dels seus peus, per això les soles d'aquest calçat se solen fer amb materials sensibles i elàstics.
- Botes de motociclisme : Al motociclisme el pilot està més exposat a accidents que els conductors de cotxes, és per això, que la roba (i per tant el calçat) han de realitzar una funció de protecció sense entorpir la conducció.
- Peus d'ànec : Usades per bussejar. Aquest tipus de calçat deu ser molt fi, adherent, flexible i ben ajustat als peus de l'esportista
- Botes d'esquí alpí: Estan dissenyades per utilitzar-se, com el seu nom indica, amb esquís i fixacions alpins, que asseguren tant la puntera com el taló de la bota. Al començament de l'esquí alpí es fabricaven de cuir. Actualment les botes es mesuren, a més de la mida del peu, per la duresa de flexió. Per triar correctament la bota cal conèixer el nivell de l'esquiador i la complexió i pes del mateix; a més pressió exercida sobre la bota i més pes de l'esquiador, més duresa de flexió. Les botes es fixen a l'esquí mitjançant un sistema de connexió anomenat fixació. Hi ha botes que tenen dos usos: un per esquí alpí i un altre per poder fer esquí de muntanya

## Ús
Els fabricants ofereixen sèries de sabates adaptades a les limitacions de diversos esports : calçat de tac per a futbol o rugbi, sabatilles d' interior per a bàsquet, handbol i voleibol. Sabates de running que ofereixen un millor amortiment per córrer o equipades amb puntes per a l'atletisme.

## Sneakers

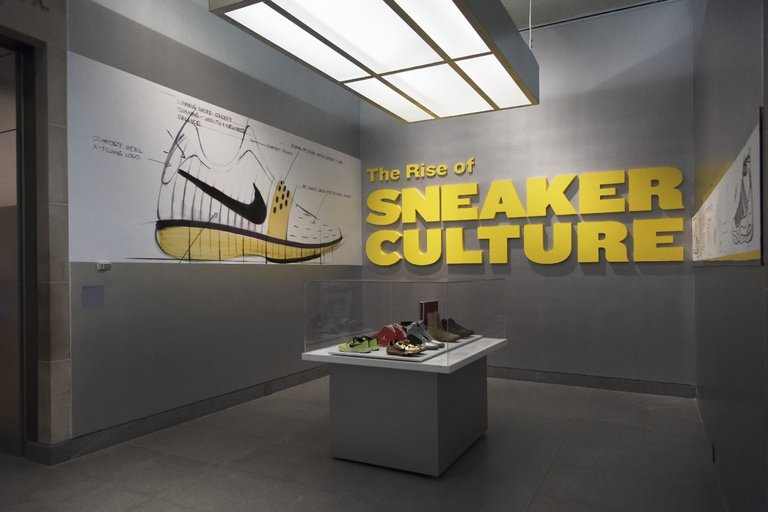
Exposició The Rise of Sneaker Culture al Brooklyn Museum, NY

Actualment els principals fabricants mundials de sabates esportives són (en ordre alfabètic) : Adidas, Asics, Converse, New Balance, Nike, Puma i Reebok.
No obstant això, moltes marques de prêt-à-porter s'han llançat al mercat transformant les sabates esportives en un objecte de moda sense la restricció de l'ús esportiu.
La sneaker fa referència a una sabata esportiva desviada a l'ús urbà, com la Converse creada el 1917 o l'Adidas Stan Smith llançada el 1964. En aquest sentit, s'utilitza per la seva estètica i ja no per la seva practicitat .

## Galeria

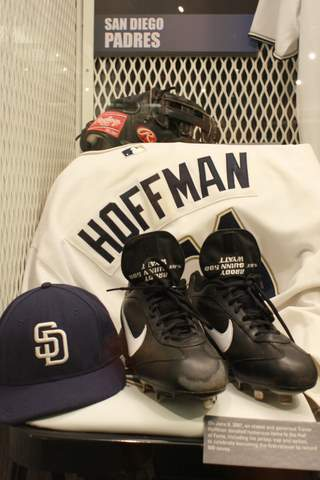
Botes de beisbol
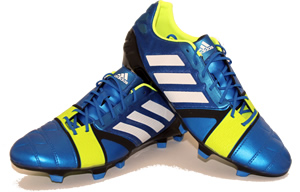
Botes de futbol
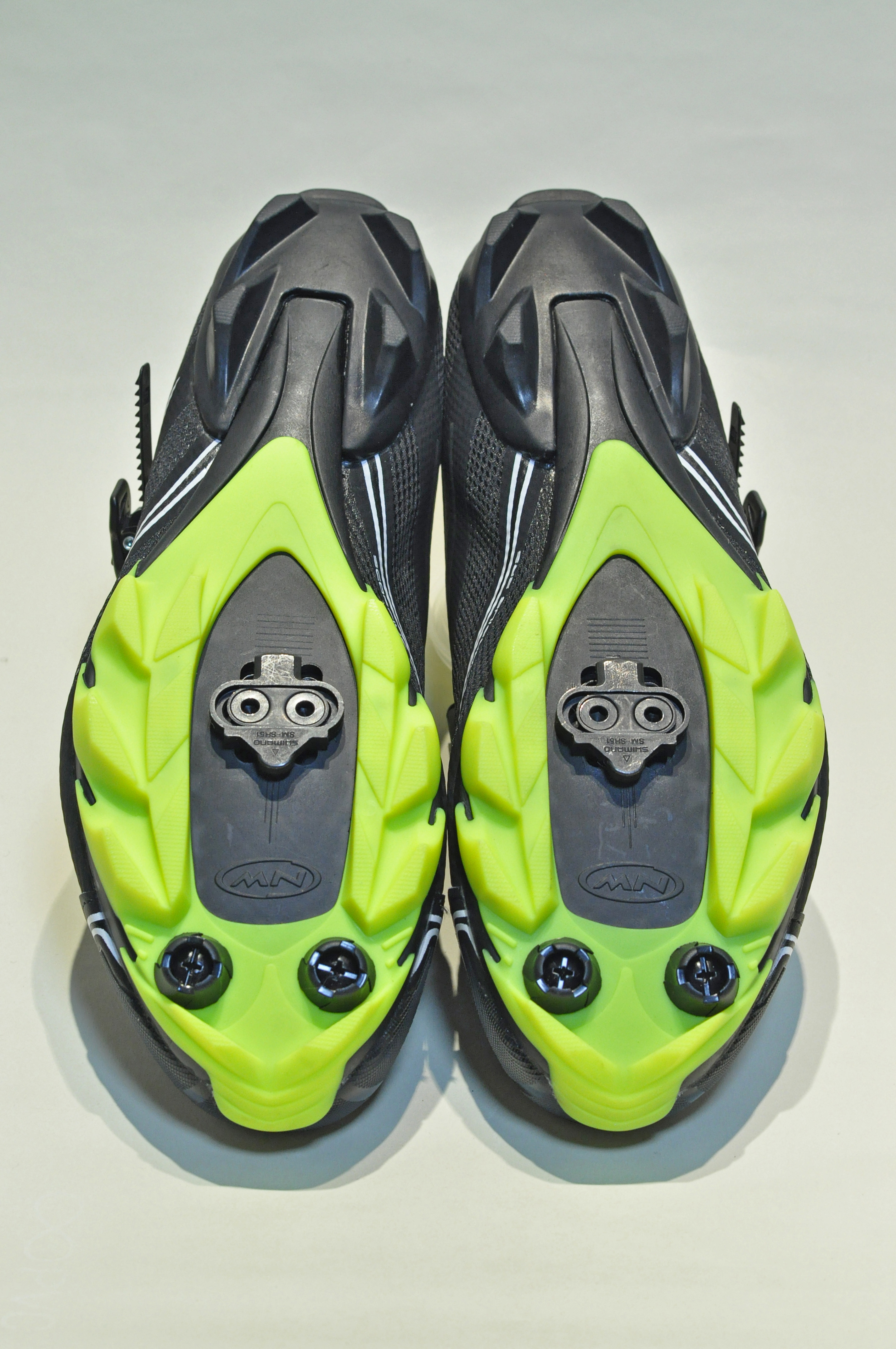
Calçat de ciclisme
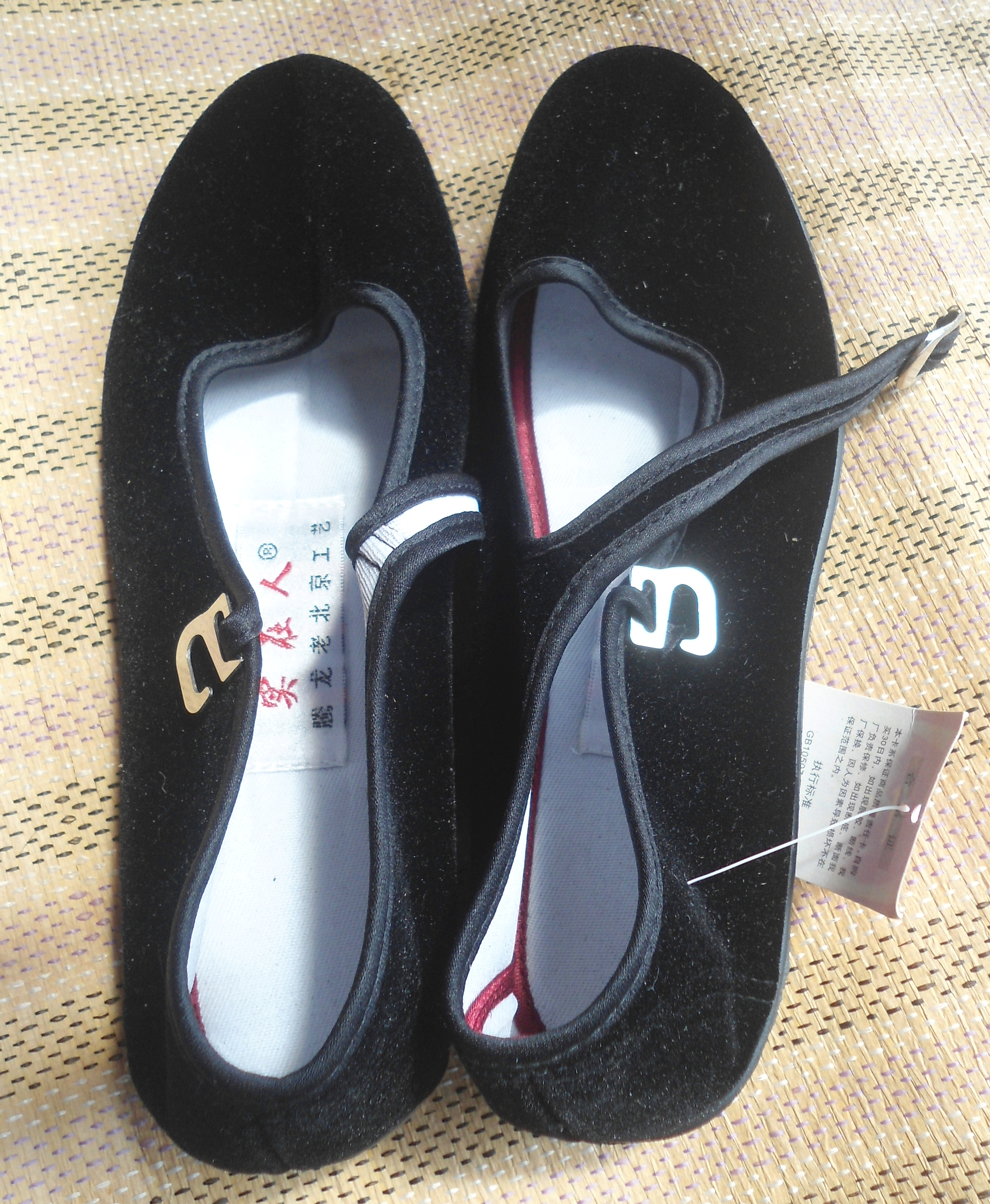
Calçat de kung fu
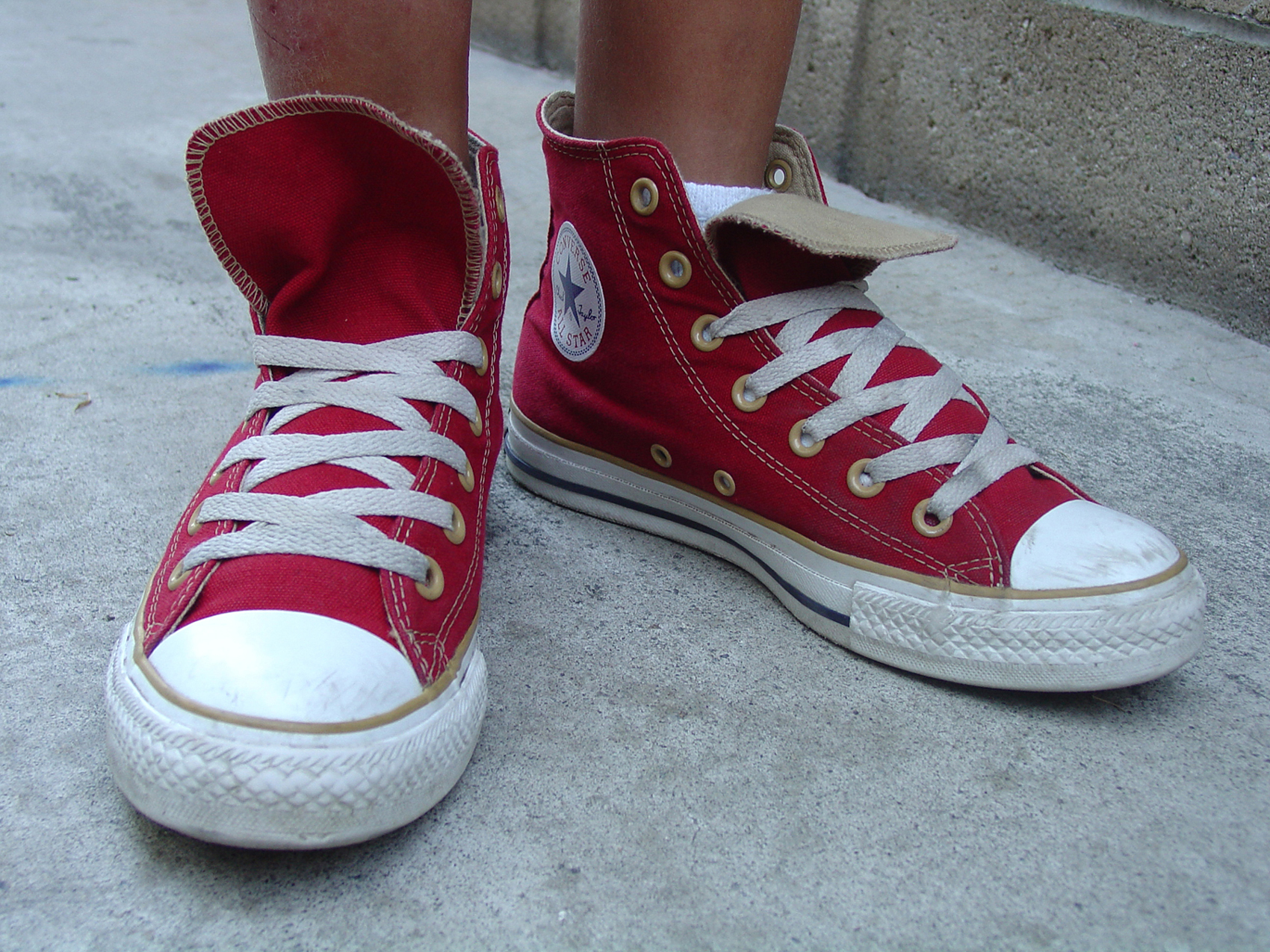
Sabatilles de tenis
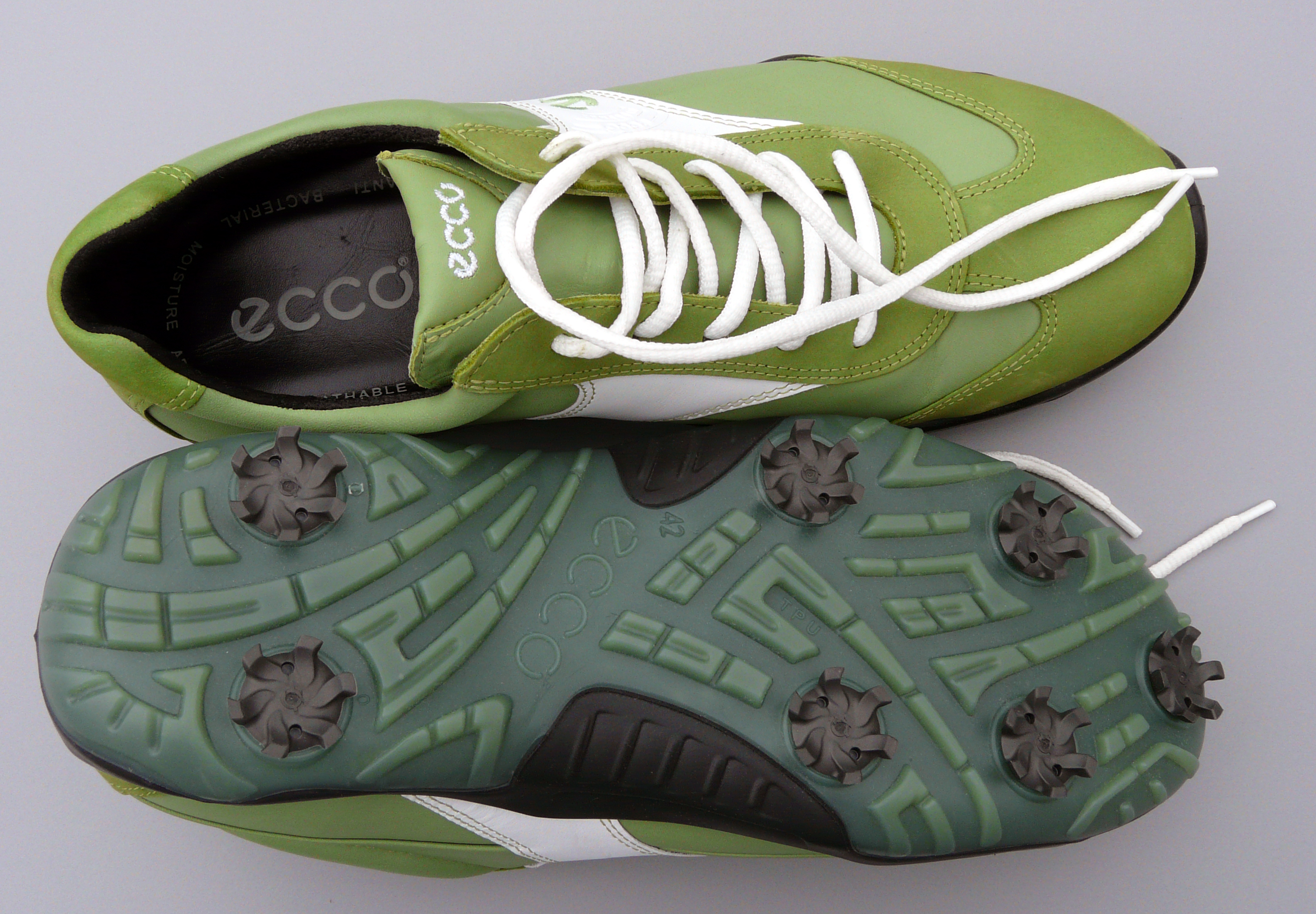
Sabatilles de golf
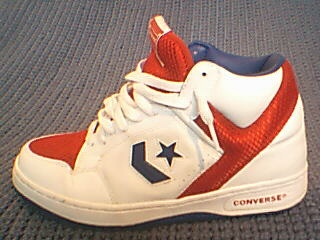
Sabatilla de bàsquet
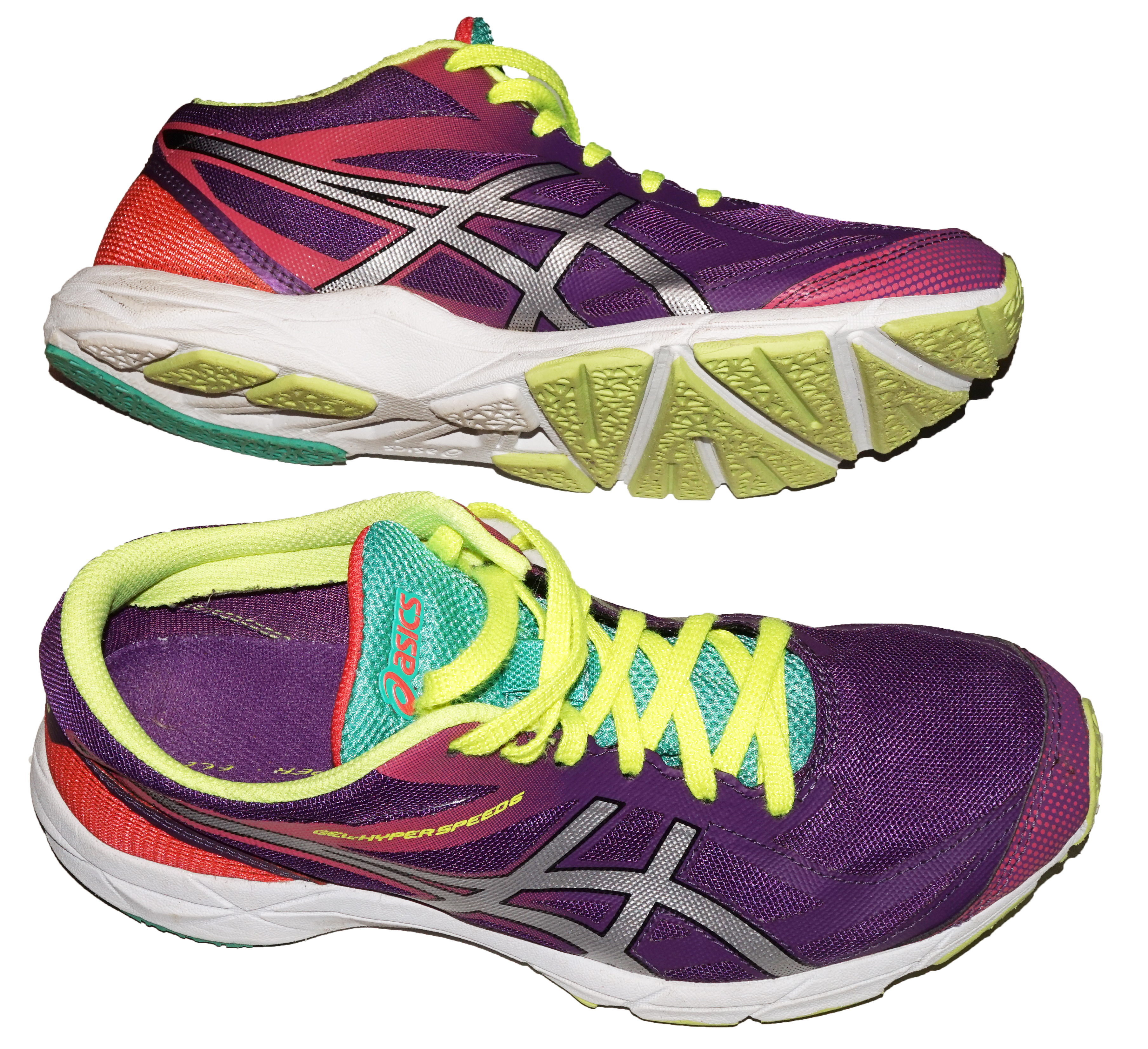
Sabatilles d'atletisme